# Yuni, Hokkaido
Yuni (由仁町 Yuni-chō?)  este un oraș⁠(d) situat în subprefectura Sorachi⁠(d), Hokkaido, Japonia.
În septembrie 2016, orașul avea o populație estimată de 5.426 de locuitori și o densitate de 40,6 locuitori pe kilometru pătrat. Suprafața totală este 133,86 kilometri pătrați.